# Ectinohoplia gracilipes
Ectinohoplia gracilipes är en skalbaggsart som beskrevs av Lewis 1895. Ectinohoplia gracilipes ingår i släktet Ectinohoplia och familjen Melolonthidae. Inga underarter finns listade i Catalogue of Life.